# Rio Cotinguiba
Rio Cotinguiba är ett vattendrag i Brasilien.   Det ligger i delstaten Sergipe, i den östra delen av landet, 1 300 km öster om huvudstaden Brasília.
Trakten runt Rio Cotinguiba består huvudsakligen av våtmarker. Runt Rio Cotinguiba är det mycket tätbefolkat, med 1 361 invånare per kvadratkilometer.